# یون مین جی
لی مین جی (کره‌ای: 이민지؛ زادهٔ ۱۴ مه ۱۹۸۴) که با نام هنری یون مین جی (کره‌ای: 연민지) شناخته می‌شود، بازیگر و خواننده اهل کره جنوبی است. او همچنین در صنعت سرگرمی ژاپن با نام مین‌جی (ミンジ) فعال است.

## فیلم‌شناسی

### فیلم
| سال  | عنوان              | نقش                 | توضیحات    | منابع |
| ---- | ------------------ | ------------------- | ---------- | ----- |
| ۲۰۰۸ | ۲۵۲: سیگنال زندگی  | کیم سو مین          |            |       |
| ۲۰۰۹ | زندگی مجلل         | سونا                |            |       |
| ۲۰۱۰ | منو دوباره تاب بده | ها یونگ/یوریکو نودا |            |       |
| ن/م  | پی‌آی‌تی             | آنا                 | فیلم کوتاه | [ ۳ ] |

### مجموعه تلویزیونی
| سال       | عنوان                   | نقش          | توضیحات               | منابع |
| --------- | ----------------------- | ------------ | --------------------- | ----- |
| ۲۰۱۰      | هون‌چو آزومی – فصل ۲     | هان یو نا    | مهمان، قسمت ۱۱        |       |
| ۲۰۱۰      | آتنا: الهه جنگ          | جسیکا        |                       |       |
| ۲۰۱۲      | جشن خدایان              | جین          |                       |       |
| ۲۰۱۳      | وقتی یک مرد عاشق می‌شود  | جین سونگ یون |                       |       |
| ۲۰۱۳      | بسکتبال                 | زن رئیس      |                       | [ ۴ ] |
| ۲۰۱۴      | راز شیرین               | گو یون یی    |                       | [ ۵ ] |
| ۲۰۱۸      | مادر مخفی               |              |                       |       |
| ۲۰۱۸      | آقای آفتاب              | گیشا         |                       |       |
| ۲۰۱۸      | جنگل بزرگ               | استفانی      |                       |       |
| ۲۰۱۹      | عطر                     | سونگ مین هی  |                       |       |
| ۲۰۲۰–۲۰۲۱ | کالر راش                | یو یی رانگ   | فصل ۱–۲               | [ ۶ ] |
| ۲۰۲۱      | پنت‌هاوس: جنگ در زندگی ۲ | فارغ‌التحصیل  | حضور افتخاری (قسمت ۳) | [ ۷ ] |
| ۲۰۲۲      | ماسک طلا                | سو یو را     |                       | [ ۸ ] |
| ۲۰۲۲      | ووری باکره              | چوی می ئه    |                       | [ ۹ ] |